# Abby Sciuto
Abby Sciuto es un personaje ficticio de NCIS, interpretado por Pauley Perrette.
Científica forense con experiencia en balística, digitales, forense, y análisis de ADN. Su interés en la medicina forense vino de vivir cerca de un patio de demolición y de estar intrigado por la causa y el efecto de los restos.

## Capítulos
Como Jethro Gibbs, Anthony DiNozzo, y Dr. Donald Mallard, Abby su primer capítulo fue "Ice King" (La Reina De Hielo) y "Meltdown" en la serie JAG (spin-off). Hasta mayo de 2018 apareció en cada episodio de NCIS, además de ser presentado en el spin-off de NCIS: Los Ángeles (dos capítulos) y NCIS: Nueva Orleans (dos capítulos). Lo que ha hecho Perrette sea una de las actrices más populares de la televisión en el horario de máxima audiencia de los EE.UU. en 2011, según Q Score
Antes de el papel, Pauley era una actriz poco o casi nada conocida, haciendo solo papeles cortos. En 2003 audiciono y se quedó con el personaje (aunque ahora no recuerda como fue).

## Personalidad
En el tema de la creación de su carácter y su propósito, Don Bellisario quiso tomar una persona de estilo alternativo con tatuajes y hacerle alguien feliz, totalmente puesto junto y exitoso. Todo el guion dicho sobre ella era: cabello negro, cafeína y listo... Es completamente inconsciente que cualquiera que le que mira extraño. Piensa que mira bastante y nunca se llama cualquier cosa otra cosa más que feliz.

## Infancia y familia
Tuvo una infancia feliz y normal siendo adoptada por una pareja de sordos (Gloria), por lo que le gusta la música a todo volumen.
Su hermano menor adoptado, Luca Sciuto, aparece por primera vez en la décima temporada en un flashback. También mencionó que tiene una sobrina y que su abuela era una nadadora olímpica que ganó una medalla de plata. Ella ha mencionado a varios tíos, incluido uno llamado Teddy que era dueño de un bar, uno llamado Horace a quien se refirió como Horace "el Haggler" durante un episodio, y uno llamado Larry que aparentemente llevaba calcetines hasta la rodilla y riñoneras. Sus dos padres adoptivos fallecieron (aparentemente cuando era niña), aunque nunca se menciona cuando.
En el capítulo "Enemy on the Hill" de la temporada nueve se reveló que Abby tiene otro hermano; Kyle Davis (Daniel Louis Rivas), que es su hermano biológico, ya que se revela que Abby fue adoptada.

## Estilo
Abby sigue un estilo gótico de vestimenta, incluyendo camisetas, vestidos negros, minifaldas y joyas góticas. Lleva el cabello pintado (ya que el color natural de Pauley es el rubio), y tiene al menos nueve tatuajes en su cuello, brazos, espalda, tobillo, y otros sitios.
Decora algunas de las áreas de su laboratorio con fotos editadas de partes de cuerpos y juguetes como muñecas escalofriantes o peluches. A su peluche favorito lo nombró "Bert" (hipopótamo de que hace sonido de gases cuando lo aprietan).

## Tatuajes
La mayoría de los tatuajes son reales de la actriz, siendo la telaraña en el cuello y la cruz en la espalda los únicos maquillados para el personaje. (Aunque a ella no le gustaba que se los pusieran Diciendo : "sólo toma unos cuantos minutos para hacer, pero siente como chicle viejo" y deseo un episodio donde Abby se lo quita) refiriéndose a la araña en su cuello).

## Cafeína
Al igual que Gibbs, Abby disfruta de la cafeína, principalmente en forma de tazas grandes de una bebida ficticia llamada "Caf-Pow". A veces, cuando le preocupa que la cafeína interfiera con su sueño, bebe "No-Caf-Pow". (Según Perrette, las tazas se llenaron originalmente con ponche hawaiano, pero cuando dejó de comer y beber azúcar refinada, se usó jugo de arándano sin azúcar en su lugar).

## Relaciones
Se lleva bien con el resto del equipo.
Le tiene mucho cariño a Ducky, (que usa su nombre completo, Abigail. Casi todos los demás la llaman Abby o Abbs, excepto el director Leon Vance, que la llama Sra. Sciuto). Abby es ferozmente leal al equipo y los considera familiares, lo que se demuestra por su angustia cuando uno o más de ellos están en grave peligro. Del mismo modo, el equipo generalmente la aprecia y la describe como "la favorita".
Antes de su muerte en el cumplimiento del deber, la agente especial Caitlin Todd era amiga íntima de Abby. A menudo pasaban el rato después del trabajo, y Abby es una de las pocas en saber cuál es realmente el tatuaje de Kate.
Ella es amigable con el asistente médico Jimmy Palmer. Ella lo ayudó con una autopsia y lo hizo Rolf cuando se lastimó en la morgue en "Life Before His Eyes". En "Newborn King", Palmer trae a su futuro suegro, Ed Slater, a NCIS. Más adelante en el episodio, McGee visita a Abby para ver que los ha encerrado en la habitación de atrás. Jimmy dice que si Slater no hubiera hecho un comentario sobre el tatuaje de Abby, entonces no estarían a tiempo, lo que implica que se puso del lado de Abby. Jimmy también eligió a Abby para ser su "mejor mujer" en su boda en "The Missionary Position".
En el episodio "Crescent City", se muestra que tiene una relación con el Agente Especial Senior Dwayne Cassius Pride, que dirige la oficina de NCIS de Nueva Orleans.

## Música
También se muestra que le gusta asistir a conciertos, pero su falta de tapones para los oídos en uno de ellos la dejó con pérdida auditiva temporal al día siguiente, lo que la obligó a pedirle ayuda a DiNozzo para analizar algunas pruebas de audio.

## Salida del NCIS
En los episodios "One Step Forward" y "Two Steps Back" de la temporada 15, el agente del MI6 Clayton Reeves muere protegiendo a Abby de un asesino a sueldo contratado para matarla. Abby está gravemente herida en el intento, pero se recupera y engaña al hombre que quería que ella muriera para que confesara. Ella renuncia a NCIS para acompañar el cuerpo de Reeves de regreso a Inglaterra y comenzar una organización benéfica en honor de Reeves y su madre para ayudar a las personas sin hogar.

## Otros datos
Abby desarrolló una afición por Butch, un perro rastreador de la Armada, en el episodio "Dog Tags" de la quinta temporada. Ella lo renombró "Jethro" en honor a Gibbs, porque era "guapo y tranquilo" como él. El perro fue incriminado por el asesinato de un suboficial, ya que el perro fue encontrado en la casa de la víctima del asesinato, pero Abby demostró la inocencia de Jethro. Después, Abby obligó a McGee a adoptar al perro, para su consternación (ya que Jethro lo había atacado anteriormente en el episodio). Abby hubiera preferido adoptar a Jethro, pero su arrendador no permitió que los inquilinos tuvieran mascotas.
En el episodio de 2009 de NCIS: Los Ángeles "Random On Purpose", Abby se describe como de unos 20 años, lo que sugiere que nació a principios de la década de 1980. (La actriz Perrette nació en 1969 y tenía 40 años cuando se emitió este episodio). Sin embargo, en un flashback en el episodio de 2013 de NCIS "Hit and Run", se muestra que Abby tenía 10 años a principios de la década de 1980, lo que implica que ella nació a principios de la década de 1970.

## Aparición en NCIS: Los Ángeles
En el episodio de NCIS: Los Ángeles "Random on Purpose", Abby, que había sido vista previamente en videoconferencia o hablando con alguien de su laboratorio en Washington, DC, llegó a Los Ángeles para reunirse con el equipo de la Oficina de Proyectos Especiales (OSP) ella les informó que estaba investigando a un asesino en serie llamado Phantom que había asesinado a 15 personas en todo el país y que tampoco había dejado ADN ni evidencia física en las escenas.
Después de haber formado una fuerte amistad con Eric Beale, Abby desarrolló amistades con el equipo de OSP, incluidos G. Callen (Chris O'Donnell), Sam Hanna (LL Cool J) y, en particular, el gerente de operaciones Hetty Lange (Linda Hunt), quien comentó que Abby es "la primera empleada de NCIS [ella] que se ha encontrado con un sentido del estilo" Kensi Blye, otra agente especial de NCIS, experta en medicina forense, elogió a Abby por sus altos niveles de pensamiento, afirmando que estuvo a la altura de las expectativas.
Más tarde, Abby fue secuestrada por "el Fantasma", luego se reveló que era un recepcionista de un bufete de abogados llamado Tom Smith, que trató de matarla para mantener su identidad en secreto, ya que esperaba andar matando a más personas, habiendo desarrollado un gusto por ella. . Aunque Vance mencionó que Gibbs y el Equipo de Respuesta a Casos Mayores del NCIS se dirigían a Los Ángeles para rescatarla, Abby se salvó debido a los esfuerzos del equipo de OSP y luego se le vio diciéndole a Gibbs y McGee en un enlace de videoconferencia que ella estaba bueno.
Hasta la fecha, Abby no ha regresado a Los Ángeles ni ha reaparecido en ninguna llamada de videoconferencia, lo que sugiere que sus apariciones en la primera temporada fueron únicas.

## Recepción
Durante la primera temporada de NCIS, Ross Warneke de The Age escribió sobre el personaje: "Su papel es fundamental en el programa porque, como con tantas series de crimen en estos días, el laboratorio forense es el escenario de gran parte de la acción. Solo Perrette su defecto es su dicción. ¿Soy el único que tiene dificultades para entenderla? En enero de 2005, Bill Keveney de USA Today comparó los personajes de NCIS con los de Magnum, P.I. y comentó: "la tatuada Abby, la presunta holgazana que es cualquier cosa menos, es el tributo de Bellisario de lo que parece ser a Magnum, un veterano de Vietnam funcional y bien equilibrado que contrasta muchas representaciones de la época". El escritor del New York Times, Bill Carter, describió a Abby como "la única personalidad gótica regular de la televisión" en octubre del mismo año.
Más adelante en la presentación del programa, la recepción continuó siendo en su mayoría positiva, con algunas críticas que la consideraron "fácilmente el miembro más extrovertido y afectuoso del grupo". En 2009, David Martingale de Star-Telegram escribió: "Abby Sciuto, una científica forense que, con su alta energía alimentada con cafeína y su excéntrico vestuario gótico / porrista, es única". June Thomas, de la revista Slate, señaló en noviembre de 2011 que "Abby puede parecer un fenómeno, pero es una patriota que va a la iglesia".
Ella ha sido descrita como "espaciosa" y "una personalidad ingeniosa y adorable con habilidades forenses que son incluso mayores que su encanto".
C. Coville, de Cracked, criticó la elección de describir la edad de Abby como "veintes" en su aparición como invitada en 2009 en NCIS: Los Ángeles, al encontrar que es increíble para alguien que "de alguna manera ha obtenido un doctorado en química, licenciatura en sociología, criminología y psicología, y buen conocimiento de la piratería y la informática forense".
En marzo de 2011, AOL nombró a Abby como el número 95 en una lista de los 100 personajes de televisión femeninos más memorables. En abril de 2013, un estudio de E-Poll Market Research incluyó a Pauley Perrette y Cote de Pablo, que retrata a Ziva David, entre las 10 celebridades más atractivas de Estados Unidos. Perrette y de Pablo fueron clasificados como los números 5 y 3 respectivamente